# Neudingen
Neudingen (historisch: Neidingen) ist ein Ortsteil der Stadt Donaueschingen mit rund 700 Einwohnern im Osten des Schwarzwald-Baar-Kreises in Baden-Württemberg.

## Geographie

### Geographische Lage
Neudingen liegt auf der Baar in einer ökologisch noch weitgehend intakten Landschaft. Neudingen ist die südlichste Ortschaft Deutschlands an der Donau.

### Gliederung
Zu Neudingen gehören neben dem Dorf die Siedlungen Auf Teil, Gnadental und Mariahof.

## Geschichte
Auf eine frühe Besiedlung des Gebietes weisen Spuren wie rund 5000 Jahre alte Steinwerkzeuge sowie alemannischer Reihengräber hin.
Im Jahre 870 wurde die Neudinger Pfalz in einer Urkunde des Klosters St. Gallen erstmals als Nidinga erwähnt. Später hieß es Neidingen, bis es schließlich bis heute Neudingen heißt.
Am 13. Januar 888 verstarb Kaiser Karl III. der Dicke aus dem Hause der Karolinger auf dem Königshof/Pfalz Neudingen. Von 1274 bis 1802 bestand auf dem Gelände der ehemaligen Pfalz das Kloster Neudingen, die Grablege der Grafen und Fürsten von Fürstenberg.
Neudingen wurde 1806 badisch, 1939 dem Landkreis Donaueschingen zugeteilt und gehört seit dem 1. Januar 1975 zur Stadt Donaueschingen.

## Politik

### Wappen
Das Wappen der ehemals selbständige Gemeinde Neudingen zeigt in Schwarz mit blau-silbernem Wolkenbord ein schwebendes silbernes Hochkreuz.

## Kultur und Sehenswürdigkeiten

### Bauwerke

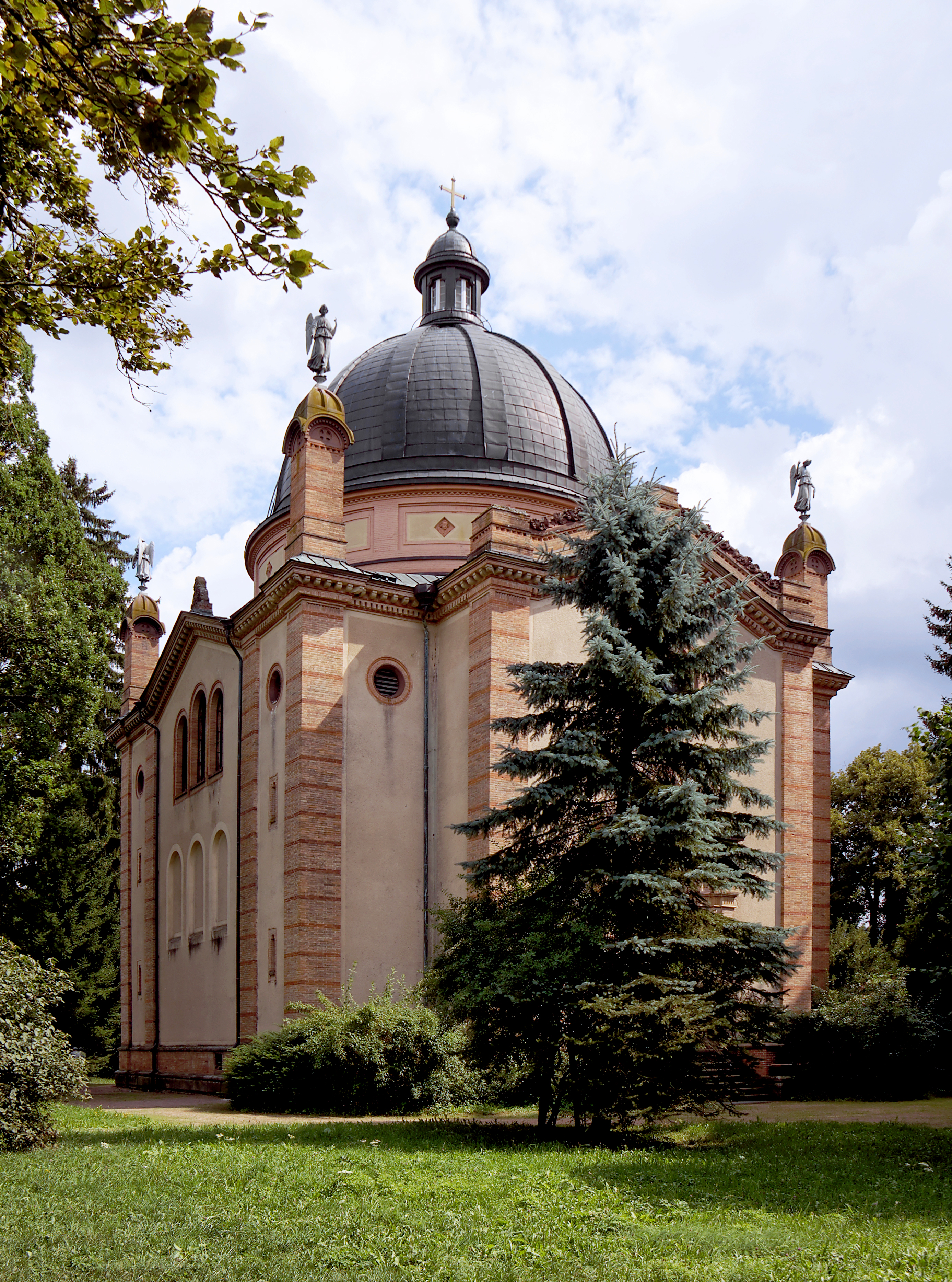
Gruftkirche der Fürstenberger in Neudingen

- Gruftkirche der Fürsten zu Fürstenberg: Markantes Gebäude und Besucherziel in Neudingen ist die Gruftkirche der Fürsten zu Fürstenberg mit ihrem weithin sichtbaren Kuppelbau und dem umliegenden Park. Die Kirche wurde 1853 an der Stelle erbaut, wo früher eine kaiserliche Pfalz und später das Kloster Maria-Hof standen. Von beiden ist jedoch nichts erhalten geblieben, nachdem zuletzt das Kloster einem Brand zum Opfer fiel.
- Pfarrkirche St. Andreas

## Wirtschaft und Infrastruktur
Die den Ort bestimmende bäuerliche Struktur der zurückliegenden Jahrhunderte hat sich erst in neuerer Zeit gewandelt. In der Zeit des Nationalsozialismus sollte westlich des Ortes ein Vorschmelzwerk für das Eisenerzbergwerk der Doggererz AG bei Blumberg erbaut werden. Die Ende April 1940 eingeleiteten Bauarbeiten wurden nach einem Jahr abgebrochen, da nach Planänderungen das Vorschmelzwerk bei Kehl gebaut werden sollte. Einziges in Neudingen fertiggestelltes Bauwerk war eine Lagerhalle.

### Verkehr
Der Ort liegt an der Schwarzwaldbahn.

## Persönlichkeiten die vor Ort wirkten
- Karl III. (839–888), ostfränkischer König, starb in Neudingen
- Martin Braun (1808–1892), Orgelbauer
- Franz Karl Barth (1889–1932), Historiker und Archivar, hier geboren